# Kenya (bande dessinée)
Pour les articles homonymes, voir Kenya (homonymie).
Kenya est une série de bande dessinée franco-belge de science-fiction créée par Leo (scénario et dessin), Rodolphe (scénario, découpages et dialogues) et Scarlett Smulkowski (couleur) dont le premier tome est édité le 1er octobre 2001 par Dargaud, à trente mille exemplaires.
Ceci étant le premier cycle, le second reconnaît un autre titre Namibia sorti en mars 2010 et le troisième Amazonie en septembre 2016.

## L'accroche
« Une légende ancienne prétend que dans les contreforts du Kilimandjaro, le plus haut sommet d'Afrique, sont enfouies des choses vieilles comme le monde, des choses terribles qu'il ne faut pas réveiller… »

## La création
Après avoir fait vivre le personnage Trent une dizaine d’années durant, Rodolphe et Leo veulent faire autre chose plutôt que de rester dans l'univers froid avec cet agent solitaire de la Gendarmerie royale du Canada à la fin du XIXe siècle. Encouragés par leur éditeur, ils prennent le contre-pied de la série précédente : la chaleur, l'Afrique et beaucoup de personnages.

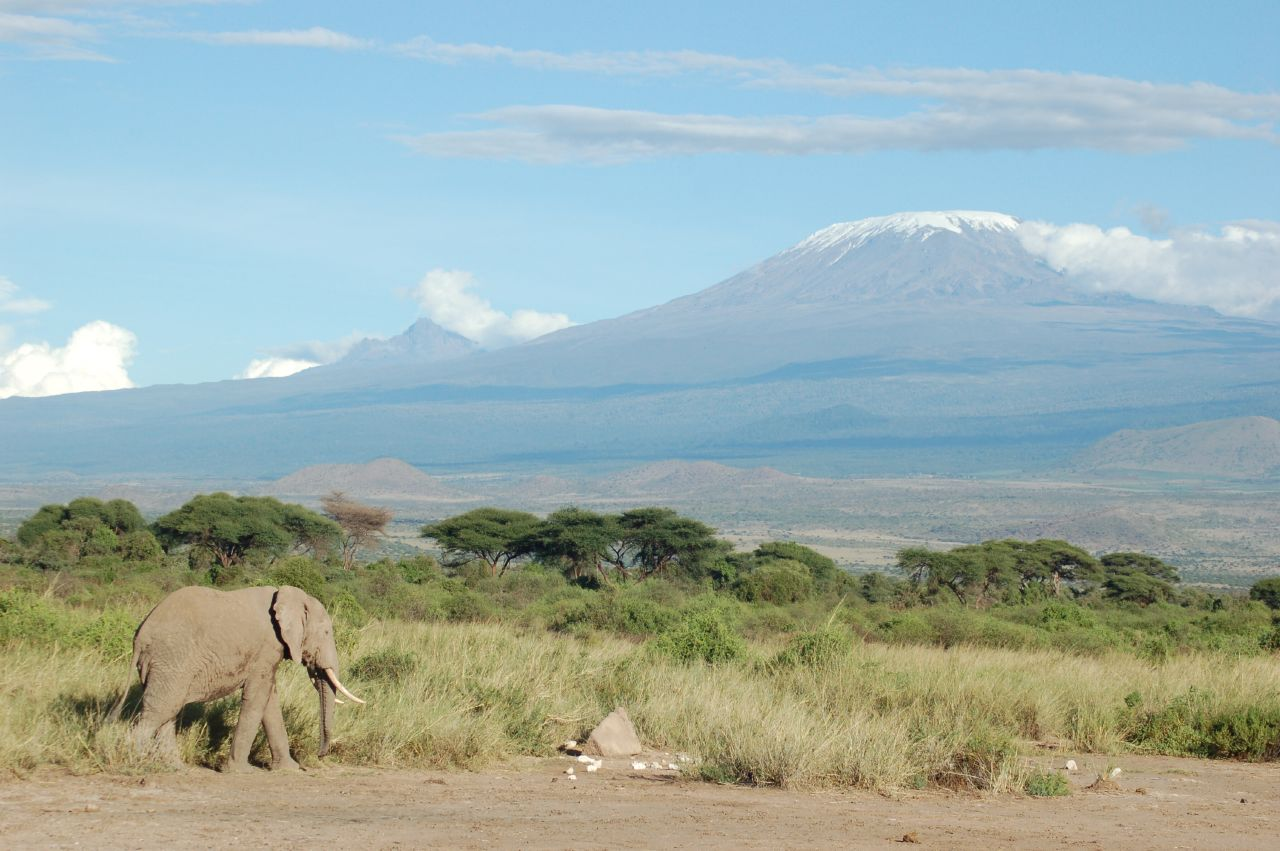
« Le Kenya a une fonction dans l’histoire par rapport au Kilimandjaro, le plus haut sommet de l’Afrique, où on comprend que c’est là que les « visiteurs » ont déposé les animaux qu’ils voulaient sauvegarder. »
Rodolphe

Lectures, films, et souvenirs d'enfance reviennent à eux, notamment la littérature d'Ernest Hemingway, quelques filmographies de Clark Gable dans les années 1950 dans lesquelles Leo avait adoré les vêtements de cette époque, les avions à hélices, tout lui rappelait de superbes images de safaris avec le Kilimandjaro. Ils construisent alors ensemble une histoire sur le Kenya en 1947 en pleine Guerre froide où l'on apprenait les premières apparitions des soucoupes volantes.

« Quand j’étais gosse il y a eu une fièvre d’apparitions de soucoupes volantes, on voyait ces photos assez floues et bizarroïdes… Ces éléments sont une véritable richesse pour tisser des histoires autour. C’est ce qu’on a fait avec un énorme plaisir ! On s’est fait des déjeuners où l’on commençait à en parler et l’histoire de « Kenya » a commencé à prendre forme comme ça. On prenait des notes que Rodolphe recopiait au propre avant de faire les dialogues et de découper l’histoire case par case… C’était génial ! »

— Leo

« Kenya est un mot porteur qui est facilement mémorisable et qui fait rêver. Je crois qu’on avait hésité au départ entre le Congo et d’autres pays puisque de base on était partis pour raconter une histoire en Afrique. Mais on avait encore une idée large et mal définie. Et on a donc précisé au fur et à mesure de l’écriture de l’histoire quel pays se prêterait le mieux à notre récit. »

— Rodolphe

## Description

### Synopsis
Dans l'immédiat après-guerre, Kathy Austin est un agent britannique du MI 5 qui est envoyée en missions pour enquêter sur des phénomènes surnaturels.

### Saison 1 (Kenya)
En 1947, au Kenya et surtout dans la région du Kilimandjaro, d'étranges animaux apparaissent ; certains ont vu des soucoupes volantes. Ces phénomènes intéressent trois espions présents dans le pays en ce début de Guerre froide, notamment Cathy Austin. Sous une couverture d'enseignants d'une école de Mombasa, ils partent dans la savane pour retrouver une expédition disparue alors qu'elle avait croisé un animal gigantesque…

### Saison 2  (Namibia)
En 1948, de retour de sa mission au Kenya, Cathy Austin est renvoyée en Afrique, en Namibie, où Hermann Göring, dirigeant de premier plan du parti national-socialiste et du gouvernement du Troisième Reich, aurait été aperçu … alors qu'il s'est donné la mort en 1946 après sa condamnation à l'issue du procès de Nuremberg…

### Saison 3 (Amazonie)
En 1949, Cathy Austin est envoyée en forêt amazonienne où un photographe a pris un cliché stupéfiant montrant un groupe d'indiens Yanomamis, en compagnie d'une créature humanoïde au corps filiforme, au visage oblong et au crâne démesuré, faisant penser à une créature extraterrestre…

### Personnages
- Katherine « Kathy » Austin, personnage principal de l'histoire, derrière son apparence d'une jeune et belle enseignante d'une école de Mombasa se cache une agente des Secret Intelligence Service.
- John Remington, personnage haut en couleur, fort en gueule, assez brutal, volontiers grossier, plutôt macho. Mais solide, volontaire, courageux[3]… un écrivain américain détestable et désagréable que tout le monde croyait mort comme sa femme Daisy sauvagement éventrée par un mystérieux singe aux poils dorés. Il a organisé un safari en compagnie de sa femme Daisy, Lord Balmer, Judith Foster et son mari Roy.
- Hank Grabble, l'aviateur et ami de Konrad Fluchs.
- Le comte Valentino Di Broglie « Le Baron », un richissime fou qui s'est fait construire un gigantesque palais en plein désert. Chez lui, dans l'entrée, les mystérieuses mitrailleuses font drôlement partie dans la décoration.
- Konrad Fluchs, un professeur d'allemand.
- Jacques Merlin qui se fait passer pour un professeur français est un espion pour les Soviétiques.
- Tom « Tommy », petit frère de la gouvernante de Kathy Austin dans sa villa, est un témoin d'un curieux évènement du safari américain dont il était l'un des trois guides.
- Vladimir Irmanius, un espion aux cheveux blancs.
- Mademoiselle Merlin, géologue, complice de Vladimir Irmanius, est la sœur de Jacques.
- Lord Balmer, un survivant du safari, retrouvé par Le Baron et Judith Foster au vieux village Massaï, a perdu toutes ses raisons : il s'était fait enlever par des extraterrestres.
- Judith Foster, une des survivantes du safari, réapparaît dans l'ancienne mine de Tubor Dew avec John Remington.
- John Mortimer, professeur de l'école qui accueille Kathy Austin à Mombasa.
- Roy, le gentil mari de Judith Foster est mort fondu avec sa voiture par des soucoupes volantes.

### Clins d'œil

#### Héros mythiques

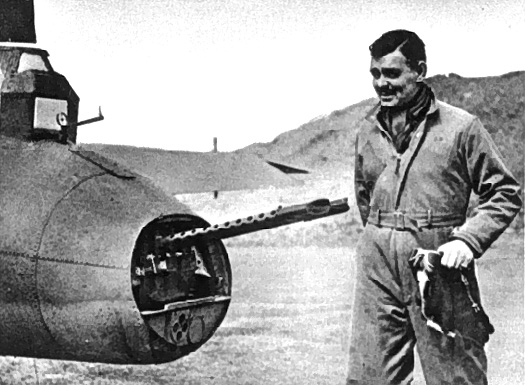
Clark Gable, ici en 1943, est l'inspiration du personnage de l'aviateur Hank Grabble dans la série.

Quelques héros mythiques apparus dans cette série ne sont pas sans rappeler des célébrités :
- l'écrivain John Remington ressemble beaucoup à Ernest Hemingway que Rodolphe avait voulu assez proche de certains [de ses] héros pour lesquels la virilité est capitale. Il est lié à la création, à l'écriture, aux armes, à un prototype d'homme chef de clan, détestable et désagréable. Mais qui reste néanmoins intéressant[1] ;
- l'aviateur Hank Grabble qui rappelle l'acteur Clark Gable ;
- le professeur Mortimer, le célèbre personnage d'Edgar P. Jacobs, de la série de bande dessinée Blake et Mortimer ;
- la bibliothécaire Jane Flemming, allusion à Ian Fleming, créateur de l'agent James Bond.

#### Les romanciers influencés et leur littérature
- Ray Bradbury[Note 2], écrivain américain, référence du genre de l’anticipation
- Edgar Rice Burroughs[Note 2], romancier américain, créateur de Tarzan
- Sir Arthur Conan Doyle[Note 2] (écrivain et médecin britannique) et son Monde perdu, roman d'aventures
- Graham Greene[Note 2] écrivain et scénariste britannique, auteur de romans, des nouvelles et de récits de voyages.
- Ernest Hemingway[Note 2] (écrivain, journaliste et correspondant de guerre américain) et ses Neiges du Kilimandjaro
- H. P. Lovecraft[Note 2] (écrivain américain connu pour ses récits fantastiques, d'horreur et de science-fiction) et ses mythes
- William Somerset Maugham[Note 2], romancier, nouvelliste et dramaturge britannique
- Henry Rider Haggard[Note 2], écrivain anglais, auteur de romans d’aventures, créateur du personnage d'Allan Quatermain
- Pierre Benoit[Note 2], écrivain globe-trotteur français
- Bernard Heuvelmans[Note 2], zoologue, écrivain de nationalité belge, fondateur de la cryptozoologie

#### Les réalisateurs et leur film
- Frank Capra[Note 2], réalisateur, scénariste et producteur américain
- John Huston[Note 2], réalisateur et acteur américain
- Ernst Lubitsch[Note 2], réalisateur américain

#### Les musiciens
- Ray Anthony[Note 2], trompettiste et chef d'orchestre de jazz américain
- Glenn Miller[Note 2], tromboniste et chef d'orchestre de jazz américain

#### Autre
- Martin et Osa Johnson[Note 2], les aventuriers américains amoureux de la nature
- David Livingstone[Note 2], médecin et explorateur britannique
- Jacques Vallée[Note 2], ufologue français
- Perry Como[Note 2], chanteur, un acteur et un présentateur de télévision américain
- Jacques Lob[Note 2], auteur de bande dessinée français

## Analyse

### La mise en couleurs
Pour cette série Leo ne pouvait réaliser la mise en couleur par manque de temps avec ses Mondes d'Aldébaran. Il a d'abord songé à Marie-Paule Alluard, la coloriste de la série Trent, qui faisait mieux la colorisation que lui (depuis toujours, il n'y est pas très à l'aise) mais n'a pas réussi à l'appeler en raison du presque abandon de son métier de coloriste.
Finalement, c'est Scarlett Smulkowski qui assure la mise en couleurs.

### Imprécisions historiques
L'histoire de Kenya débute en 1947. À plusieurs reprises, des termes apparus dans les années 1950 seulement sont mentionnés :
- album 1 Apparitions, page 41 : il est fait mention du KGB qui ne sera créé qu'en 1954 ;
- album 2 Rencontres, page 45 : il est fait mention d'intelligence artificielle alors que cette expression apparaît avec les travaux d'Alan Turing dès 1950 ;
- album 2 Rencontres, page 46 : il est fait mention d'ovnis, terme francophone traduisant mot à mot le UFO américain, lequel est apparu dans un rapport établi par Edward J. Ruppelt après 1952 ;
  - En page 37 de l'album 1 Apparitions, il est fait mention de soucoupe volante (anglais: Flying saucer), laquelle apparaît à la même époque, 1947, dans les médias américains à la suite de la célèbre observation de Kenneth Arnold.

Dans le tome 2, Rencontres, dans la case finale de la page 35, une radio diffuse un bulletin d'information qui évoque — « le président Daladier s'est félicité d'avoir les ministres communistes de son gouvernement » — l'expulsion par « Daladier » des ministres communistes du gouvernement. La dernière participation de cet homme d'État à un exécutif français a eu lieu en 1940, sept ans avant l'action supposée de la bande dessinée, tandis que le président du Conseil qui expulsait du gouvernement français les ministres communistes Maurice Thorez, François Billoux, Charles Tillon, Ambroise Croizat et Georges Marrane s'appelait en réalité Paul Ramadier. Cette dernière imprécision a été corrigée dans les éditions ultérieures : le nom de Daladier a été effectivement remplacé par celui de Ramadier.

### Autres imprécisions
- Tome 3 Aberrations, Page 4, l'officier anglais commandant le détachement demande à un de ses subordonnés "À quelle heure la nuit tombe-t'elle" et obtient la réponse "Tard, Sir ! Très tard." alors que le Kenya étant sur l'équateur le soleil s'y couche tout au long de l'année à 18 heures.

## Roman
- Kenya : une aventure de Kathy Austin. Tome 1 — Éditions Mango, paru en 2010[4].

## Albums

### Kenya(Kenya - Saison 1)
- 1 Apparitions[5], Dargaud, (ISBN 2-205-05197-0), 1er octobre 2001
Scénario : Leo et Rodolphe - Dessin : Leo - Couleurs : Scarlett Smulkowski
- 2 Rencontres, Dargaud, (ISBN 2-205-05335-3), 18 janvier 2003
Scénario : Leo et Rodolphe - Dessin : Leo - Couleurs : Scarlett Smulkowski
- 3 Aberrations, Dargaud, (ISBN 2-205-05499-6), 5 juin 2004
Scénario : Leo et Rodolphe - Dessin : Leo - Couleurs : Scarlett Smulkowski
- 4 Interventions, Dargaud, (ISBN 2-205-05712-X), 19 janvier 2006
Scénario : Leo et Rodolphe - Dessin : Leo - Couleurs : Scarlett Smulkowski
- 5 Illusions, Dargaud, (ISBN 978-2-205-06054-6), 30 novembre 2009
Scénario : Leo et Rodolphe - Dessin : Leo - Couleurs : Scarlett Smulkowski
- INT Kenya - Intégrale, Dargaud, (ISBN 978-2-205-06396-7), 13 novembre 2009
Scénario : Leo et Rodolphe - Dessin : Leo - Couleurs : Scarlett Smulkowski Intégrale : Les cinq tomes se réunissent avec les six premières planches inédites en noir et blanc du second cycle Namibia.

### Namibia(Kenya - Saison 2)
- 1 Épisode 1, Dargaud, (ISBN 978-2-205-06085-0), 12 mars 2010
Scénario : Leo et Rodolphe - Dessin : Bertrand Marchal - Couleurs : Sébastien Bouët
- 2 Épisode 2, Dargaud, (ISBN 978-2-205-06529-9), 5 novembre 2010
Scénario : Leo et Rodolphe - Dessin : Bertrand Marchal - Couleurs : Sébastien Bouët
- 3 Épisode 3, Dargaud, (ISBN 978-2-205-06784-2), 13 avril 2012
Scénario : Leo et Rodolphe - Dessin : Bertrand Marchal - Couleurs : Sébastien Bouët
- 4 Épisode 4, Dargaud, (ISBN 978-2-205-06863-4), 6 septembre 2013
Scénario : Leo et Rodolphe - Dessin : Bertrand Marchal - Couleurs : Sébastien Bouët
- 5 Épisode 5, Dargaud, (ISBN 978-2-205-07284-6), 13 février 2015
Scénario : Leo et Rodolphe - Dessin : Bertrand Marchal - Couleurs : Sébastien Bouët
- INT Namibia - Intégrale, Dargaud, (ISBN 978-2-205-07284-6), 13 février 2015
Scénario : Leo et Rodolphe - Dessin : Bertrand Marchal - Couleurs : Sébastien Bouët

### Amazonie(Kenya - Saison 3)
- 1 Épisode 1, Dargaud, (ISBN 978-2-205-07434-5), 23 septembre 2016
Scénario : Leo et Rodolphe - Dessin : Bertrand Marchal - Couleurs : Sébastien Bouët
- 2 Épisode 2, Dargaud, (ISBN 978-2-205-07671-4), 25 août 2017
Scénario : Leo et Rodolphe - Dessin : Bertrand Marchal - Couleurs : Sébastien Bouët
- 3 Épisode 3, Dargaud, (ISBN 978-2-205-07772-8), 13 avril 2018
Scénario : Leo et Rodolphe - Dessin : Bertrand Marchal - Couleurs : Sébastien Bouët
- 4 Épisode 4, Dargaud, (ISBN 978-2-205-07928-9), 15 février 2019
Scénario : Leo et Rodolphe - Dessin : Bertrand Marchal - Couleurs : Sébastien Bouët
- 5 Épisode 5, Dargaud, (ISBN 978-2-205-08171-8), 14 février 2020
Scénario : Leo et Rodolphe - Dessin : Bertrand Marchal - Couleurs : Sébastien Bouët